# 식포항
식포항(湜浦港)은 경상남도 남해군 창선면 가인리에 있는 어항이다. 2002년 8월 6일 어촌정주어항으로 지정하여 관리하고 있다. 시설관리자는 남해군수이다.

## 어항 연혁
- 마을사람들의 인심이 좋아 걸인들이 이 마을에 들어오면 배불리 얻어 먹는다고 하여 식포(食浦)라 했는데 점차 물이 맑은 마을이라는 뜻의 식포(湜浦)로 불리게 되었다.

## 어항 시설
- 선착장 L=40m, B=4.0m

## 주요 어종
- 도다리, 노래미, 볼락, 장어 등